# Кирилловское (озеро)
Кирилловское или Верхнее или Опечень-2 (укр. Кирилівське) — озеро, расположенное на территории Оболонского района Киевского горсовета. Площадь — 0,18 км² (18 га). Тип общей минерализации — пресное. Происхождение — антропогенное. Группа гидрологического режима — бессточное.

## География
Длина — 0,73 км. Ширина наибольшая — 0,4 км. Озеро не используется.
Расположено на правом берегу Днепра западнее 2-го микрорайона жилого массива Оболонь: восточнее улицы Богатырской, южнее улиц Маршала Малиновского и Добрынинской, западнее Оболонского проспекта. Одно из системы озёр Опечень. Северо-западнее расположено озеро Андреевское, восточнее — озеро Иорданское, северо-восточнее — станция метро «Оболонь». На северном берегу озера расположены Храм иконы Божией Матери «Неопалимая купина» (КПЦ КП) и пожарная часть № 25, где расположен Музей истории пожарной техники города Киев (с 2004 года).
Озёрная котловина неправильной формы, вытянутая с северо-запада на юго-восток. В озеро впадает река Сырец и ручей Кирилловский. Озеро создано в результате заполнения водой карьера гидронамыва, созданный при строительстве прилегающего жилого района Оболонь. До сооружения дамбы с туннелем Оболонско-Теремковской линии Киевского метрополитена, Кирилловское и Иорданское озёра были единым водоёмом. Берега пологие, поросшие камышовой растительностью. Окружено зелёной зоной.
Озеро загрязнено, как и другие озёра системы Опечень, из-за сброса технических вод с предприятий и жилой застройки Шевченковского, Подольского, Оболонского районов.

## Ихтиофауна
В озере обитает 26 видов рыб.